# Лотцораи
Лотцора́и (итал. Lotzorai) — коммуна в Италии, располагается в регионе Сардиния, подчиняется административному центру Нуоро.
Население составляет 2 119 человек (30-6-2019), плотность населения составляет 125,61 чел./км². Занимает площадь 16,87 км². Почтовый индекс — 8040. Телефонный код — 0782.
Покровительницей коммуны почитается святая равноапостольная императрица Елена, празднование 18 августа.

## Примечание
1. ↑  Statistiche demografiche ISTAT. demo.istat.it. Дата обращения: 23 ноября 2019. Архивировано из оригинала 24 июля 2019 года.